# 劇場版魔法禁書目錄：恩底彌翁的奇蹟
《劇場版 魔法的禁書目錄 恩底彌翁的奇蹟》（日語：劇場版 とある魔術の禁書目録 -エンデュミオンの奇蹟-）是《魔法的禁書目錄》系列動畫的第一部電影動畫，作為ASCII Media Works創立20週年的紀念作品，於2013年2月23日上映。
該劇場版是由原作者鐮池和馬擔當故事原案和構成的完全新作，講述在學園都市製作的宇宙升降機「恩底彌翁」完成在即之時，上條當麻和茵蒂克絲與擁有「奇蹟」的歌聲的少女鳴護艾莉莎相遇，随后以艾莉莎為引子触發魔法世界和科學世界之間的戰爭的故事。2013年8月28日，藍光和DVD於日本發售。

## 劇情簡介
在學園都市製作的宇宙升降機「恩底彌翁（Endymion）」完成在即的某一天，上條當麻和茵蒂克絲與一位無能力者（Lv0）少女鳴護艾麗莎相遇了。
茵蒂克絲與艾麗莎兩人因為「旺盛的食慾」這樣謎一般的羈絆而意氣相合起來，就在三人享受放學後的愉快時光之時，帶著魔法師的史提爾突然發動了襲擊。而本次襲擊的目標正是艾麗莎。為何身為科學世界的艾麗莎會被魔法世界的人追擊？因為受到了魔法世界的強烈攻勢，學園都市一側的莎特奧拉·塞昆齊亞率領著秩序維護部隊開始了行動。
上條與茵蒂克絲還有艾麗莎他們因被捲入這樣的狀況而極度混亂迷茫，史提爾對他們這樣說道：『那裡的她，將會引發魔法世界跟科學世界之間的戰爭。』
在科學與魔法交匯之時，以「恩底彌翁（Endymion）」為舞台的故事開始展開。
除此之外故事發生在正傳魔法禁書目錄小說第7卷至第9卷之間。

## 票房
角川Cineplex新宿、CINE LIBRE池袋等30間電影院小規模上映、2月23日・24日2日間票房収入為1億75万7700日圓、動員6万9117人，週末票房収入為第3位、3月22日時票房収入超過3億日圓。

## 製作人員
- 原作‧故事原案‧構成：鎌池和馬
- 角色原案：灰村清孝
- 導演：錦織博
- 劇本：吉野弘幸
- 角色設計：田中雄一
- 美術監督：黑田友範
- 色彩設計：安藤智美
- 攝影指導：福世晉吾
- 剪接：西山茂（REAL-T）
- 音響監督：明田川仁
- 音樂：I've／井內舞子／IMAGINE（井内啓二、岩崎文紀、松尾早人）
- 動畫製作：J.C.STAFF

## 登場人物

### 原创人物
鳴護艾麗莎（聲優：三澤紗千香）
本作女主角，熱愛歌唱的無能力者少女，平時像個普通女孩子。功課不是很好。以ARISA為藝名活動的獨立歌手。
以「幸運」為特徵（與上條當麻正相反），自認為最大的優勢就是歌聲，想要用充滿希望的聲音給觀眾以快樂。
沒有三年前的記憶，以為自己是孤兒。
據土御門稱有成為排名比神裂火織高的第九位聖人的潛質，被雷蒂麗·坦格洛德利用為實現自身計劃的工具。
真正身份是莎特奧拉·塞昆西亞「願望」的化身，奇蹟的存在，最後再次與莎特奧拉合而為一。 
另外在PSP遊戲《魔法與科學的群奏活劇》中登場。遊戲中，美琴線艾麗莎在街頭表演時被Skill Out纏上，這時美琴出現解圍，之後兩人結下友誼並交換電話。
根據作者鐮池和馬的訪談中表示，之後仍以莎特奧拉的外表繼續在亞雷斯塔無法掌握的情況下於學園都市歌唱。
莎特奥拉·塞昆西亚（聲優：日笠陽子）
學園都市中企業私立的治安維持部隊「黑鴉部隊」的隊長，保護企業免遭魔法師的襲擊，在學園都市統括理事會允許的情況下會參與處理危險事件。黑色長發的少女，由於工作需要，身穿黑灰主色調的緊身衣。
能力為等級4的稀有能力稀土擴張，可以以稀土金屬為媒介儲藏和釋放能量，隨身攜帶小塊稀土金屬用於戰鬥，不過並沒有達到可以遙控稀土炸彈爆炸的程度，引發稀土炸彈爆炸似乎需要觸碰，因此驅動鎧上以及手腕上會配有可以發出伸縮繩索的裝置，依靠伸出的繩索激發炸彈。手腕上的繩索同樣具有格鬥功能，可以束縛對方限制其行動。擅長駕駛驅動鎧。
三年前「88的奇蹟」中「獵戶座號」的乘客之一。其父為「獵戶座號」的機長，也是該事故的唯一遇難者，由於登記的“獵戶座號”機組人員及乘客總人數以及迫降後存活的人數都是88，因此被媒體大肆宣揚「88的奇蹟」，其父親的死被忽視或刻意掩蓋了，這導致莎特奧拉極度討厭「奇蹟」這類字眼，並認為奇蹟只是結果偶然的讓大家都滿足罷了，有的只是量子力學式的偶然誤差，和人類一味追求好的結果的畸形的欲望而已。
在發生事故時許下「願失去最重要的東西來換取奇蹟發生」的願望祈求出現奇蹟，受雷蒂麗·坦格洛德的術式影響而無意中分離出鳴護艾麗莎的實體，並從此喪失了對音樂的鑑賞能力，在她耳中音樂只是一般的雜音。
受雷蒂麗·坦格洛德僱傭保護鳴護艾麗莎，在雷蒂麗的計劃暴露後試圖殺害之但失敗，隨後因獵戶座號事故的仇恨轉而意圖殺害鳴護艾麗莎，被上條當麻阻止。最後再次與鳴護艾麗莎合而為一，識別音樂的能力也隨之復原。 
雷蒂丽·坦格洛德（聲優：佐倉綾音）
星轨之门公司的社长，金髮哥特萝莉装扮的少女，实际上已活了一千年以上。
生于1182年，曾吃了魔法果实而变得不老不死。为了能够摆脱诅咒得以死亡，三年前策划了「猎户座号」事故，在太空发动令自己可以死去的魔法术式，虽然失败了，但术式使莎特奥拉·塞昆西亚分离出鸣护艾丽莎。之后收购因旗下的「猎户座号」事故而濒临破产的星轨之门公司，建造太空电梯「恩底弥翁」，并欲利用鸣护艾丽莎演唱会的契机再度发动魔法，希望以灭绝北半球生物来让自己得以死亡。后被学园都市与必要之恶教会分头阻止，其本人与「恩底弥翁」一起陷入沉睡，被亚雷斯塔·克劳利回收研究。
珍（聲優：種田梨沙）
英国清教必要之恶教会的魔法师少女，史提尔·马格努斯手下弟子，擅长风系符文魔法。
瑪莉貝絲（聲優：潘惠美）
英国清教必要之恶教会的魔法师少女，史提尔·马格努斯手下弟子，擅长土系符文魔法。
瑪麗（聲優：瀬戸麻沙美）
英国清教必要之恶教会的魔法师少女，史提尔·马格努斯手下弟子，擅长水系符文魔法。
羅斯·塞昆西亚（Daedalus Sequenzia，聲優：斧アツシ）
莎特奥拉·塞昆西亚的父親，獵戶座號中的駕駛，同時也是獵戶座號中唯一的犧牲者，於獵戶座號事件中殉職。
烏鴉7、烏鴉4（Crow 7, Crow 4，聲優：島崎信長、村田太志）
「黑鸦部队」的成員，對莎特奥拉忠心的部下。

## 用語
「88的奇迹」
星轨之门公司所研發的「獵戶座號」太空飛機在平流層中遭遇太空垃圾，導致引擎損毀，迫降在學園都市第23學區，根據媒體報導，機上包含機組員在內的88名人員皆平安無事，因此被稱為「88的奇迹」並在飛機墜毀處設置紀念碑。
實際上機長本人為了堅守崗位而不幸殉職，但由於艾丽莎的誕生而使人數吻合，再加上媒體大力宣傳「奇迹」，而使機長的犧牲被人忽視，也因此讓莎特奥拉對「奇迹」一词极度抗拒。
恩底彌翁
由星軌之門公司公司與建的太空電梯，目的為讓雷蒂麗登上太空殺死自己的根基，在莎特奥拉引發的爆炸下而使恩底彌翁上半部崩壞後被破壞。名字取自希臘神話埃特里俄斯俊美的兒子恩底彌翁(Endymion)。

## 主題歌
片尾曲「FIXED STAR」
作詞・歌 - 川田真美 / 作曲 - 中沢伴行 / 編曲 - 中沢伴行、尾崎武士
劇中歌
「telepath〜光の塔〜」
作詞 - 川田真美 / 作曲・編曲 - 井内舞子 / 歌 - 三澤紗千香
「アタリマエの距離」
作詞・作曲・編曲 - fu_mou / 歌 - 三澤紗千香
「Brand New Bright Step」
作詞・作曲・編曲 - fu_mou / 歌 - 三澤紗千香
「グローリア」
作詞・作曲・編曲 - 井内舞子 / 歌 - 三澤紗千香
「明日、晴れるかな」
作詞 - IKU / 作曲・編曲 - 中沢伴行 / 歌 - 三澤紗千香
「OVER」
作詞 - 六ツ見純代 / 作曲 - 井内舞子 / 編曲 - 中井伴子 / 歌 - 三澤紗千香、日笠陽子

印象曲 「Shining Star-☆-LOVE Letter」
作詞 - KOTOKO / 作曲・編曲 - 八木沼悟志 / 歌 - 井口裕香

## 相關產品

### 漫畫
劇場版的漫畫化作品。由朝倉亮介作畫、西野リュウ構成。於《月刊少年GANGAN》在2013年3月號到11月號連載。單行本全2卷。與本作劇情一致。
| 冊數 | SQUARE ENIX    | SQUARE ENIX            |
| 冊數 | 發售日期       | ISBN                   |
| ---- | -------------- | ---------------------- |
| 1    | 2013年8月27日  | ISBN 978-4-7575-4035-4 |
| 2    | 2013年10月22日 | ISBN 978-4-7575-4088-0 |

## 外部連結
- 劇場版官方網站 （日語）